# John Josephson
John Salomon Josephson, född den 15 februari 1866 i Stockholm, död där den 3 december 1940, var en i Stockholm verksam grosshandlare och konstsamlare.

## Biografi
John Josephson var son till grosshandlaren Wilhelm Josephson av släkten Josephson och Emilie, född Marcus, brorson till tonsättaren Jacob Axel Josephson och teatermannen Ludvig Josephson och kusin med konstnären Ernst Josephson. John Josephson gifte sig 1892 med Ellen Josephsson.
Fjorton år gammal anställdes han i faderns handelsfirma Bendix, Josephson & Co. och gjorde 1884–1885 praktik som handelsvolontär i Frankfurt am Main. Han blev 1889 delägare i familjeföretaget och var från 1917 ensam ägare.
Josephson var 1910–1915 ledamot av patentlagstiftningskommittén. Han tog initiativet till Stockholms frihamn och var 1916–1926 ledamot av frihamnsnämnden och 1917–1939 vice ordförande i Stockholms handelskammare.
Han lät 1926 uppföra Villa Josephson i Diplomatstaden, vilken ritades av hans kusin Erik Josephson. Idag (2008) inrymmer fastigheten Belgiska ambassadens residens. Han var även byggherre till kontorshuset på Sveavägen 63 från 1929.
Josephson donerade en konstsamling till Nationalmuseum.